# Astrocaryum huicungo
Astrocaryum huicungo là loài thực vật có hoa thuộc họ Arecaceae. Loài này được Dammer ex Burret mô tả khoa học đầu tiên năm 1934.